# Ráztoka (wieś)
Ráztoka – wieś (obec) na Słowacji położona w kraju bańskobystrzyckim, w powiecie Brezno.

## Położenie
Leży w wąskiej dolinie Ráztockiego Potoku (słow. Ráztocký potok), prawobrzeżnego dopływu Hronu. Ciasno skupione zabudowania wsi zajmują niewielkie rozszerzenie doliny wspomnianego potoku, ok. 1,5 km na północ od toku Hronu i drogi krajowej nr 66.

## Historia
Pierwsze wzmianki o miejscowości pochodzą z roku 1424. Należała do feudalnego "państwa" z siedzibą na Zamku Lupczańskim. Mieszkańcy zajmowali się pasterstwem i pracą w lasach, a od XIX w. pracowali w zakładach metalurgicznych Lopeja i Podbrezovej. Kobiety zajmowały się koronkarstwem.

## Demografia
Według danych z dnia 31 grudnia 2012, wieś zamieszkiwały 284 osoby, w tym 157 kobiet i 127 mężczyzn.
W 2001 roku pod względem narodowości i przynależności etnicznej 99,03% mieszkańców stanowili Słowacy, a 0,32% Czesi.
Ze względu na wyznawaną religię struktura mieszkańców kształtowała się w 2001 roku następująco:
- Katolicy rzymscy – 82,52%
- Ewangelicy – 1,29%
- Ateiści – 9,06%
- Przedstawiciele innych wyznań – 1,62%
- Nie podano – 4,85%